# Unterseeboot 83 (1941)
Pour les articles homonymes, voir Unterseeboot 83.
L'Unterseeboot 83 ou U-83 est un sous-marin allemand (U-Boot) de type VII.B construit pour la Kriegsmarine pendant la Seconde Guerre mondiale.

## Construction
L'U-83 fait partie du programme 1937-1938 pour une nouvelle classe de sous-marins océaniques. Il est de type VII B lancé entre 1936 et 1940. Construit dans les chantiers de Flender Werke AG à Lübeck, la quille du U-83 est posée le 5 octobre 1939 et il est lancé le 9 décembre 1940. L'U-83 entre en service deux mois plus tard.

## Historique
Mis en service le 8 février 1941 comme sous-marin d'entrainement, l'U-83 est attaché à la 1. Unterseebootsflottille à Kiel.

Le 1er juin 1941, l'U-83 devient opérationnel toujours dans la 1. Unterseebootsflottille, à Kiel, ensuite à la base sous-marine de Brest.
Il part pour sa première patrouille de guerre, quittant le port de Kiel, le 26 juillet 1941, sous les ordres de l'Oberleutnant zur See Hans-Werner Kraus. Après quarante-six jours de navigation, il touche Brest le 9 septembre 1941.
L'Unterseeboot 83 a effectué douze patrouilles, coulant cinq navires marchands pour un total de 8 425 tonneaux, un navire de guerre auxiliaire de 96 tonneaux, endommageant un navire marchand de 2 590 tonneaux et un navire de guerre auxiliaire de 6 746 tonneaux, le tout en 263 jours de mer.
Pour sa douzième patrouille, l'U-83 quitte le port de La Spezia le 1er mars 1943 sous les ordres de l'Oberleutnant zur See Ulrich Wörisshoffer. Après quatre jours en mer, l'U-83 est coulé le 4 mars 1943 en Méditerranée au sud-est de Carthagène en Espagne, à la position géographique de 37° 10′ N, 0° 05′ E par trois charges de profondeurs lancées d'un bombardier britannique Lockheed Hudson (Squadron 500 RAF/V). 
Les cinquante membres d'équipage meurent dans cette attaque.

## Affectations
- 1. Unterseebootsflottille à Kiel du 8 février au 31 mai 1941 (entraînement)
- 1. Unterseebootsflottille à Brest du 1er juin au 31 décembre 1941 (service actif)
- 23. Unterseebootsflottille à l'Île de Salamine du 1er janvier 1942 au 30 avril 1942 (service actif)
- 29. Unterseebootsflottille à La Spezia du 1er mai 1942 au 4 mars 1943 (service actif)

## Commandements
- Kapitänleutnant Hans-Werner Kraus du 8 février 1941 au 21 septembre 1942
- Kapitänleutnant Ulrich Wörisshoffer du 16 octobre 1942 au 4 mars 1943

## Patrouilles
|       | Commandant                | Départ            | Départ          | Arrivée          | Arrivée         | Jours     | Succès   |
| ----- | ------------------------- | ----------------- | --------------- | ---------------- | --------------- | --------- | -------- |
| 1     | Oblt. Hans-Werner Kraus   | 26 juillet 1941   | Kiel            | 9 septembre 1941 | Brest           | 46 jours  |          |
| 2     | Oblt. Hans-Werner Kraus   | 28 septembre 1941 | Brest           | 31 octobre 1941  | Brest           | 34 jours  | 8 790    |
| 3     | Kptlt. Hans-Werner Kraus  | 11 décembre 1941  | Brest           | 23 décembre 1941 | Messine         | 13 jours  |          |
| 4     | Kptlt. Hans-Werner Kraus  | 25 décembre 1941  | Messine         | 30 décembre 1941 | Île de Salamine | 6 jours   |          |
| 5     | Kptlt. Hans-Werner Kraus  | 12 février 1942   | Île de Salamine | 24 février 1942  | Île de Salamine | 13 jours  |          |
| 6     | Kptlt. Hans-Werner Kraus  | 10 mars 1942      | Île de Salamine | 21 mars 1942     | Île de Salamine | 12 jours  | 2 590    |
|       | Kptlt. Hans-Werner Kraus  | 24 mars 1942      | Île de Salamine | 28 mars 1942     | La Spezia       | 5 jours   |          |
| 7     | Kptlt. Hans-Werner Kraus  | 5 avril 1942      | La Spezia       | 30 mai 1942      | Île de Salamine | 56 jours  |          |
| 8     | Kptlt. Hans-Werner Kraus  | 4 juin 1942       | Île de Salamine | 20 juin 1942     | La Spezia       | 17 jours  | 602      |
| 9     | Kptlt. Hans-Werner Kraus  | 6 août 1942       | La Spezia       | 20 août 1942     | Île de Salamine | 15 jours  | 5 875    |
|       | Kptlt. Hans-Werner Kraus  | 31 août 1942      | Île de Salamine | 4 septembre 1942 | La Spezia       | 5 jours   |          |
| 10    | Oblt. Ulrich Wörisshoffer | 21 novembre 1942  | La Spezia       | 17 décembre 1942 | La Spezia       | 27 jours  |          |
| 11    | Oblt. Ulrich Wörisshoffer | 12 janvier 1943   | La Spezia       | 31 janvier 1943  | La Spezia       | 20 jours  |          |
| 12    | Oblt. Ulrich Wörisshoffer | 1er mars 1943     | La Spezia       | 4 mars 1943      | Coulé           | 4 jours   |          |
| Total | Total                     | Total             | Total           | Total            | Total           | 263 jours | 17 857 t |

Note : Kptlt. = Kapitänleutnant - Oblt. = Oberleutnant zur See

### Opérations Wolfpack
L'U-83 a opéré avec les Wolfpacks (meutes de loup) durant sa carrière opérationnelle:
- Bosemüller (28 août 1941 - 2 septembre 1941)
- Seewolf (2 septembre 1941 - 7 septembre 1941)
- Breslau (2 octobre 1941 - 29 octobre 1941)

## Navires coulés
L'Unterseeboot 83 a coulé cinq navires marchands pour un total de 8 425 tonneaux, un navire de guerre auxiliaire de 96 tonneaux et a endommagé un navire marchand de 2 590 tonneaux et un navire de guerre auxiliaire de 6 746 tonneaux au cours des 12  patrouilles (263 jours en mer) qu'il effectua.
| Date            | Nom                 | Nationalité          | Tonnage (GRT) | Fait      |
| --------------- | ------------------- | -------------------- | ------------- | --------- |
| 12 octobre 1941 | Corte Real          | Portugal             | 2 044         | Coulé     |
| 26 octobre 1941 | HMS Anguani         | Grande-Bretagne      | 6 746         | Endommagé |
| 17 mars 1942    | Crista              | Grande-Bretagne      | 2 590         | Endommagé |
| 8 juin 1942     | Esther *            | Palestine mandataire | 100           | Coulé     |
| 8 juin 1942     | Said                | Royaume d'Égypte     | 231           | Coulé     |
| 9 juin 1942     | Typhoon *           | Palestine mandataire | 175           | Coulé     |
| 13 juin 1942    | HMS Farouk          | Grande-Bretagne      | 96            | Coulé     |
| 17 août 1942    | Princess Marguerite | Canada               | 5 875         | Coulé     |

* Navire à voile